# Stenocereus treleasei
Stenocereus treleasei là một loài thực vật có hoa trong họ Cactaceae. Loài này được (Vaupel) Backeb. miêu tả khoa học đầu tiên năm 1951.